# Olivier Macoux Rivaud de La Raffinière
Olivier Macoux Rivaud de La Raffinière (n. 10 februarie 1766, Civray, Poitou-Charentes, Franța – d. 19 decembrie 1839, Angoulême, Poitou-Charentes, Franța) a fost un general și politician francez.